# Кенесарієв Абдикадир
Абдикадир Кенесарієв (нар. 12 листопада 1937, село Сари-Курай, тепер Таласького району Таласької області, Киргизстан) — киргизький радянський діяч, 1-й секретар Таласького обкому КП Киргизії. Народний депутат Верховної ради Киргизької РСР 12-го скликання.

## Життєпис
Трудову діяльність розпочав у 1955 році колгоспником у Ленінпольському районі Киргизької РСР.
У 1961 році закінчив Киргизький сільськогосподарський інститут імені Скрябіна.
У 1961—1971 роках — головний зоотехнік колгоспу «Победа»; директор Джергетальського державного племінного заводу Таласького району Киргизької РСР.
Член КПРС з 1966 року.
У 1971—1974 роках — начальник Сокулуцького районного сільськогосподарського управління Киргизької РСР.
У 1974—1977 роках — 2-й секретар Московського районного комітету КП Киргизії.
У 1977—1985 роках — 1-й секретар Иссик-Атинського районного комітету КП Киргизії.
У 1985 році закінчив Алма-Атинську Вищу партійну школу.
У 1985—1987 роках — 1-й секретар Московського районного комітету КП Киргизії.
У 1987—1988 роках — головний зоотехнік-селекціонер колгоспу імені Енгельса Московського району Киргизької РСР.
У 1988—1991 роках — директор державного племінного заводу «Джергетальський» Таласького району Киргизької РСР.
20 лютого — серпень 1991 року — 1-й секретар Таласького обласного комітету КП Киргизстану.
На 1994—1995 роки — голова колгоспу «Узгеруш» Бакай-Атинського району Таласької області.
Подальша доля невідома.

## Нагороди
- медалі
- Заслужений працівник сільського господарства Киргизької Республіки (1.11.1995)